# Мукиња
Мукиња или јаребика (Sorbus aucuparia) листопадно је дрво или жбун из рода Sorbus који припада породици Rosaceae. По својим карактеристикама најсличнија је оскоруши (Sorbus domestica). Ова изразито варијабилна врста у природном окружењу расте готово у целој Европи − од Исланда до Урала, и од Норвешке до Апенина − деловима Азије и на крајњем северу Африке.
Плодови и листови овог дрвета користе се за исхрану људи и стоке, те у народној медицини, док његово тврдо дрво има широку употребу у столарству. У планинским подручјима је често сађена да ојача земљиште пошто поседује јак коренов систем, а због атрактивног изгледа честа је и као украсна биљка.
Биномијалну номенклатуру рода и врсте одредио је Карл Лине 1753. године.

## Опис врсте
Јаребика је дрво, ређе жбун, који расте од 5 до 15 метара висине. Круна је доста широка и неправилног облика, а из једног корена неретко израсте по неколико стабала. Стабло је доста право, цилиндрично и релативно танко са пречником до 40 центиметара. Гране које полазе са стабла увек расту у смеру према горе. Када је стабло младо његова кора је жућкасто-сивкаста и глатка, а што је биљка старија кора постаје тамнија и на њој се јављају бројне уздужне пукотине. На кори су приметне бројне лентицеле изразито светле боје. Животни век сваког појединачног стабла је свега око 80 година, што мукињу сврстава у дрвеће умереног појаса са најкраћим животним веком. Дрво је доста еластично са густином између 600 и 700 кг/м³ када је осушено. Коренов систем је изузетно развијен са централним кореном који вертикално расте у дубину, а биљка може поново да израсте из корена чак и кад је надземни део посечен.
Лист је сложен са вишеструко перастом структуром са између 4 и 9 парова лиски распоређених са обе стране лисне дршке, а чији врх се завршава појединачним листом. Листови су дугачки до 20 цм, широки 8−12 цм и непарно распоређени. Свака лиска има копљаст облик са дужином између 2 и 6 цм, и ширином од 1 до 2,5 цм и директно избијају из лисне дршке (изузев последње лиске на врху дршке). Млади листови су прекривен ситним сребрнкастим длачицама које се губе након што се лист развије. Лице листа је тамнозелено, док је наличје нешто светлије. Када се протрљају млади листови имају арому марципана. Биљка листа обично током маја месеца, а у јесен пре опадања листови добијају жућкасту боју на влажнијим, и црвенкасту на сушнијим подручјима.
Мукиња је једнодома биљка. Почиње на цвета након десете године и након тога плодоноси до краја свог животног века. Цвета од маја до јуна, у изузетним приликама по други пут током септембра. Цветови су сакупљени у гроње у којима може бити и до 250 појединачних цветића. Свака гроња је крупна и усправна. Појединачни цветови су жућкасто-бели са пречником 8−10 мм, са 5 чашичних листића. Цвет је округао са 5 круничних листића светле боје, има 25 прашника који се налазе у централном делу крунице и формирају хипантијум. Цветови мукиње имају непријатан мирис због садржаја органског једињења триметиламина. Нектар је богат фруктозом и глукозом.
Плод је округао јабучаст помум пречника између 8 и 10 милиметара, а у зависности од географске ширине плодови сазревају од августа до октобра. Плодови су пре зрења зеленкасти, а како дозревају добијају јарко наранџасту боју. У свакој гроњи може да буде између 80 и 100 плодова. Зрели плодови садрже кофеин цитрат, јабучну киселину, пектин, провитамин А, сорбитол, танине и витамин Ц, док семе садржи гликозиде.

## Станиште и дистрибуција
Мукиња је широко распрострањена врста која расте готово на целом подручју Европе, на територијама са умереном и хладном климом, укључујући и Кавкаску регију, северну Русију и Сибир. Њено станиште не укључује једино крајњи југ европског континента, односно јужне делове Шпаније и Грчке, Сардинију, Балеарска и Фарска острва. На Алпима расте до висина од 2.000 метара, док на северу расте северније од границе тајге, а поједини примерци пронађени су и на географској ширини од 71 степена. Данас се може пронаћи и на тлу Северне Америке, од Вашингтона до Аљаске где се узгаја углавном као украсна биљка.
Мукиња је јако отпорна врста и као млада биљка добро подноси засенчена места и кратак вегетациони период. Отпорна је на ниске температуре, на загађен ваздух и тло сиромашно нутритијентима. Углавном расте на киселим земљиштима која су сиромашна храњивим материјама, а успева и на песковитом тлу, камењару, тресавама. Семе брзо и лако клија.
Највиши примерци расту на Чилтернским брдима у југоисточној Енглеској где је пронађен примерак са висином од 28 метара и пречником стабла од 56 центиметара.
Мукиња као врста обухвата 5 подврста:
- − станиште углавном на подручју Бугарске;
- − расте на планинама северне и централне Европе;
- (Guss.) − јужна Италија, Сицилија и Корзика;
- (Hedl.) − североисточна Русија.

## Екологија и употреба
Опрашивање код мукиња врши се уз помоћ пчела и инсеката, док се врста размножава семеном које разносе птице и сисари који се хране плодовима. Плодовима мукиње храни се око 60 врста птица и неколико врста сисара. Њено корење може да се нађе у симбиозама са неким врстама гљивица.
Плодови садрже сорбитол који се код дијабетичара може користити као замена за шећер. У аустријској традиционалној медицини мукиња се користи код лечења грозница, инфекција, прехлада, те као лаксатив и диуретик.
Свежи плодови имају углавном опор укус, али се могу употребљавати прерађени у компоте, џемове и сирупе. Плодови губе горчину након смрзавања и односно услед термичке обраде. Берба се обавља углавном у октобру након првих мразева.
Због јаког корења мукиња се наменски сади у планинским подручјима са активним клизиштима, а због свог атрактивног изгледа често се узгаја и као парковско дрво.